# Thysiarcha ecclesiastis
Thysiarcha ecclesiastis är en fjärilsart som beskrevs av Edward Meyrick 1887. Thysiarcha ecclesiastis ingår i släktet Thysiarcha och familjen plattmalar. Inga underarter finns listade i Catalogue of Life.